# Andersonia lehmanniana
Andersonia lehmanniana är en ljungväxtart. Andersonia lehmanniana ingår i släktet Andersonia och familjen ljungväxter.

## Underarter
Arten delas in i följande underarter:
- A. l. lehmanniana
- A. l. pubescens